# Medicina Greciei antice
Medicina greciei antice se referă la acea parte a istoriei medicinei din perioada cuprinsă de la începutul secolului al VIII-lea î.Hr., până la jumătatea secolului al II-lea d.Hr. pe teritoriul Greciei anticei sau coloniilor grecești. La aceasta, adăugăm și perioada elenistică și cea a stăpânirii romane.

## Perioadele
- Medicina influențată de religie (secolul al VIII-lea - sec. al VII-lea (î.Hr.): se manifestă și filozofii presocratici;
- Perioada hipocratică (sec. V - sec. IV): dominată de Hippocrate și discipolii săi, medicina rațională;
- Perioada elenistică (300 - 50 î.Hr.): în care Alexandria este principalul focar de cultură și civilizație (Herophilos, Erasistrate);
- Perioada greco-romană (50 î.Hr. - 395 d.Hr.): apare și evoluează medicina romană (Galenus, Dioscoride).

## Personalități
- Democede
- Alcmeon din Crotone
- Epicarmos
- Herodicos din Selimbria
- Ctesias
- Aegimus
- Diogene
- Empedocle
- Hippocrate
- Democrit
- Menecrate
- Praxagoras
- Agnodice
- Herophilos
- Aulus Cornelius Celsus
- Galenus